# Powiat Chiisagata
Powiat Chiisagata (jap. 小県郡 Chiisagata-gun) – powiat w Japonii, w prefekturze Nagano. W 2024 roku liczył 9291 mieszkańców.

## Miejscowości
- Aoki
- Nagawa